# Chiesa di Santa Engrácia
La chiesa di Santa Engrácia è una chiesa del XVII secolo situata nella freguesia di São Vicente nella città di Lisbona, la capitale del Portogallo.
Convertita nel Pantheon Nazionale (Panteão Nacional in portoghese) nel 1916, è famosa per la sua imponente cupola, che si può vedere fino alla periferia est della città.

## Storia
L'antica chiesa, che si trovava sul medesimo posto di quella attuale, fu distrutta nel 1681.
I lavori di costruzione per una nuova chiesa barocca cominciarono nel 1682, anno che segnò l'inizio di una saga che riteneva che la chiesa di Santa Engrácia non sarebbe mai stata completata, e la struttura incompiuta per un certo periodo venne tra l'altro adibita a deposito militare. Questa saga si rivelò errata 284 anni dopo, quando la chiesa venne completata, nel 1966. All'interno il pavimento è in marmo colorato e sovrastato dalla gigantesca cupola. All'interno è una pala con l'Immacolata Concezione del 1750, già attribuita a Pompeo Batoni ma in realtà da riferirsi ad Agostino Masucci.
L'edificio ospita cenotafi di eroi della storia portoghese, come Vasco da Gama, Afonso de Albuquerque ed Enrico il Navigatore mentre tra le tombe contemporanee c'è quella della fadista Amália Rodrigues, e del calciatore Eusebio Da Silva Ferreira. Un ascensore per la cupola offre un panorama della città a 360 gradi.